# Condado de Dakota (Nebraska)
El condado de Dakota (en inglés: Dakota County), fundado en 1855 y con su nombre en honor a la tribu sioux de los dakota, es un condado del estado estadounidense de Nebraska. En el año 2000 tenía una población de 20.253 habitantes con una densidad de población de 30 personas por km². La sede del condado es Dakota City aunque la ciudad más grande es South Sioux City.

## Geografía
Según la oficina del censo el condado tiene una superficie total de 692 km² (267,2 mi²), de los que 684 km² (264,1 mi²) son tierra y 10 km² (3,9 mi²) (1,35%) son agua.

## Condados adyacentes
- Condado de Union - norte
- Condado de Woodbury - este
- Condado de Thurston - sur
- Condado de Dixon - oeste

## Demografía
Según el 2000 la renta per cápita media de los habitantes del condado era de 38.834 dólares y el ingreso medio de una familia era de 43.702 dólares. En el año 2000 los hombres tenían unos ingresos anuales 28.341 dólares frente a los 22.035 dólares que percibían las mujeres. El ingreso por habitante era de 16.125 dólares y alrededor de un 11.40% de la población estaba bajo el umbral de pobreza nacional.

## Ciudades y pueblos
- Dakota City
- South Sioux City
- Emerson (de modo parcial)
- Homer
- Hubbard
- Jackson